# Victoria Donda
Victoria Analía Donda Pérez (Buenos Aires, julio/agosto de 1977) es una abogada, activista de derechos humanos y política argentina. Fue presidenta del INADI entre 2019 y 2022. Actualmente se desempeña como parlamentaria del Mercosur por su país. 
Entre 2007 y 2019 fue Diputada Nacional, habiéndose desempeñado durante tres períodos. Formó parte del Movimiento Libres del Sur, con el que rompió en septiembre de 2018 para formar el partido Somos.
Nació mientras sus padres permanecían secuestrados por la dictadura cívico-militar argentina (1976-1983). Ellos todavía siguen desaparecidos.

## Biografía

### Nacimiento en cautiverio
Victoria Donda Pérez nació entre julio y agosto de 1977 en la Escuela de Mecánica de la Armada (ESMA), en la ciudad de Buenos Aires. Su fecha exacta de nacimiento es desconocida hasta el momento.
Allí su madre, María Hilda Pérez de Donda, se encontraba en cautiverio, luego de haber sido secuestrada por las Fuerzas Armadas en el Gran Buenos Aires durante la dictadura cívico-militar autodenominada Proceso de Reorganización Nacional. El médico obstetra Jorge Luis Magnacco fue quien atendió el parto.
La niña fue llamada Victoria por su madre, quien le perforó un lóbulo pasándole una cinta azul, con la esperanza de que fuera reconocida. Su padre, José María Laureano Donda, también fue secuestrado y ambos permanecen desaparecidos. La pareja tenía otra hija, un año mayor, que quedó un año con la abuela materna, Leontina Puebla de Pérez, una de las doce mujeres fundadoras de la Asociación Abuelas de Plaza de Mayo y luego fue entregada por la justicia a sus abuelos paternos.
Después de que su madre fuera desaparecida clandestinamente, la niña fue apropiada por el exprefecto Juan Antonio Azic, quien actuaba en el centro clandestino de detención y la crio simulando que él y su esposa eran sus verdaderos padres. El caso de Donda es especialmente llamativo porque su tío, el teniente de navío Adolfo Miguel Donda Tigel, hermano de su padre biológico, fue uno de los militares que actuaron en el Grupo de tareas 3.3.2 y que fue condenado a cadena perpetua el 26 de octubre de 2011 ―junto con el apropiador de Donda― en la Megacausa ESMA.

#### Fecha de nacimiento
Sus apropiadores la registraron como si hubiera nacido el 17 de septiembre de 1977 y esta es la información que figura en su Documento Nacional de Identidad (DNI). No obstante, es posible que su madre haya cumplido el término del embarazo alrededor del 28 de julio de 1977. A este respecto, Victoria Donda afirma que «Mi madre fue secuestrada en la plaza de Morón el 28 de marzo de 1977, cuando tenía cinco meses de embarazo».
La asociación Abuelas de Plaza de Mayo sustenta esta hipótesis, afirmando que la niña nació en agosto de 1977.
En agosto de 2011, en su exposición jurada ante un juez, Victoria Donda declaró que: «La fecha de nacimiento es 1977 [...] Eso es lo que dice el documento: 17 de septiembre de 1977, pero no sé cuál es el día verdadero».
Sin embargo, un año después, el diario La Nación publicó la hipótesis de que Donda podría haber nacido en 1979.

### Activismo por los derechos humanos
Desde pequeña se interesó por los problemas sociales. A los 17 años comenzó a colaborar con una olla popular en Dock Sud que se llamaba Arco Iris, en Villa Inflamable. Trabajó en el comedor comunitario Azucena Villaflor, así llamado en homenaje a una de las fundadoras de Madres de Plaza de Mayo, que fue asesinada en 1977.
Estudió para ser abogada en la Universidad de Buenos Aires. Donda comenzó su militancia en el año 1998 cuando comenzó a estudiar en la UBA. Allí integró la Agrupación estudiantil Venceremos, parte de la Corriente Patria Libre hasta el momento en que se recibió de abogada.
Desde antes de conocer su identidad, Victoria Donda comenzó a militar en el movimiento de derechos humanos y en Barrios de Pie.

### Recuperación de la identidad
En 2003, cuando tenía 26 años y dudando de su identidad, se comunicó con la agrupación HIJOS y con Abuelas de Plaza de Mayo. Al principio tuvo reticencias para realizarse los estudios de ADN que le permitirían saber quienes eran sus padres. Ella había crecido como hija de Esther Abrego y Juan Antonio Azic.
Una semana después se hizo el estudio genético que estableció su verdadera identidad. Se trató de la primera «hermana» recuperada por H.I.J.O.S. y la nieta N.º 78 encontrada por las Abuelas. Poco después su apropiador, el exprefecto Juan Antonio Azic, fue detenido y el 26 de octubre de 2011 fue condenado a 18 años de prisión en el mismo juicio que Alfredo Astiz y Jorge Eduardo Acosta, entre otros represores.

### Trayectoria política

#### Frente para la Victoria (2006-2008)
Desde Barrios de Pie integró el Movimiento Libres del Sur, conformado por partidos de centroizquierda e izquierda nacional. Tras la asunción de Néstor Kirchner en 2003 este partido se integra a la alianza gobernante, el Frente para la Victoria. Donda comenzó su carrera política siendo electa concejala suplente en Avellaneda en 2006.
Su candidatura a diputada nacional en la provincia de Buenos Aires fue avalada por Estela de Carlotto porque se había convertido en la nieta recuperada número 78. Le ofrecieron el puesto 21.º de la lista de candidatos para cambiarla luego al puesto 18.º.
En 2007 fue elegida diputada nacional por la provincia de Buenos Aires, por el Frente para la Victoria, formando parte de la lista oficialista que encabezaba Felipe Solá. Fue la diputada mujer más joven de la historia en integrar la cámara, después de Josefina Mendoza. Comenzó su mandato el 10 de diciembre de 2007 pero abandonó el bloque kirchnerista al año siguiente cuando varios partidos políticos, entre ellos el Socialismo, Diálogo para Buenos Aires y Libres del Sur, abandonaron el bloque oficialista. 
Donda afirmó que Néstor Kirchner seguía con «la vieja política» y que no le parecía bien que asumiera la presidencia del Partido Justicialista, lo que interpretaba como un abandono de la transversalidad del FPV. Según sus palabras no era factible distribuir la riqueza «con los mismos que la distribuyeron mal» y tampoco era posible desentenderse de las violaciones de derechos humanos que ocurrían en provincias gobernadas por el PJ.

Con este gobierno hay algunas cosas que hay que callarse, por ejemplo, la situación de las comunidades originarias en el interior del país. Si uno dice que este gobierno nacional que habla de derechos humanos en Formosa está representado a Gildo Insfrán que sistemáticamente viola desde el Estado los derechos humanos de las comunidades originarias de los formoseños y formoseñas de ese lugar, está siendo funcional a la derecha; si vos decís que este gobierno nacional tiene como representante en la provincia a Scioli que mantiene un aparato estatal, la policía de la provincia, que desaparece a jóvenes como Luciano Arruga, un joven de 16 años que hace dos años está desaparecido, está siendo funcional a la derecha. Entonces hay algunas cosas que uno no puede decir porque parece que sos funcional a la derecha. Y bueno, la verdad es que yo creo que hay que ser sincero.

En 2008, Cristina Fernández de Kirchner vetó la Ley de protección de los glaciares por medio del decreto 1837/2008 publicado el 10 de noviembre de 2008 en el Boletín oficial. Esta ley, creaba un Inventario Nacional de Glaciares, que protegía los glaciares argentinos por su importancia en las reservas hídricas. El veto de la presidenta alejó aún más a Donda de las posiciones del oficialismo.
Donda presentó proyectos relacionados principalmente con la temática de los derechos humanos y la juventud, en trabajo con la diputada Cecilia Merchán. A fines de 2009 Donda fue designada presidenta de la Comisión de Derechos Humanos y asumió en febrero de 2010. Donda fue apoyada por los movimientos de derechos humanos hasta que empezó a cuestionar las políticas de Cristina Fernández de Kirchner que estos reivindicaban.
En su labor legislativa, Donda reivindicó las retenciones móviles y se opuso al pago de la deuda externa por considerarla ilegítima. También se opuso a la ley de blanqueo de capitales impulsada por el gobierno kirchnerista. Votó a favor de la estatización de las AFJP pero se manifestó en desacuerdo con la manera en que el gobierno manejó los fondos de la Ansés para dar crédito a empresas privadas y sostener varios subsidios, como el plan Progresar (para construcción y refacción de viviendas), la Asignación Universal por Hijo, la tarjeta Argenta (para dar crédito a los jubilados) y el Plan de Inclusión Previsional (una moratoria para dos millones más de jubilados). Ella, en cambio, sostenía que esos fondos debían haber sido utilizados para pagar el 82 % móvil prometido a los jubilados argentinos.

#### Frente Amplio Progresista (2011), FAUNEN (2013) y Progresistas (2015)
En 2011 su movimiento se incorporó al Frente Amplio Progresista de Hermes Binner. En octubre renovó su banca de diputada nacional por en la provincia de Buenos Aires.
Ya desde la vereda de la oposición, Donda fue una de las que presentó una denuncia contra la presidenta de la Nación y contra el secretario de Comercio Guillermo Moreno por «asociación ilícita, malversación de caudales públicos, defraudación contra la Administración Pública y delito contra el orden económico y financiero por su accionar en la falsificación de las estadísticas del INDEC».
En su campaña, sus críticas apuntan principalmente a «los funcionarios que se enriquecen y viven en Puerto Madero», intentando presentarse como una opción de renovación política diciendo luchar «contra la corrupción, la mentira y lo viejo». Sostiene una posición muy crítica hacia la presidenta, en lo que respecta a la corrupción, y al modelo económico:

La concentración de las empresas más importantes de la Argentina cada vez en menos manos, la extranjerización de capitales, la continuidad de un modelo de expropiación de hidrocarburos, también en manos privadas, la política de minería y los niveles de corrupción, son las cosas que yo no acepto de este Gobierno y para mí no hay excusa.

A comienzos de 2013, Libres del Sur pasa a integrar el Frente Amplio UNEN, una alianza con la UCR y la Coalición Cívica. Victoria Donda hizo campaña en la ciudad de Buenos Aires junto al  referente de la Coalición Cívica Alfonso Prat Gay.
En ocasión del fallecimiento del líder socialista Hugo Chávez, en respuesta a los dichos del diputado socialista Hermes Binner ―que había afirmado que si viviera en Venezuela hubiera votado a Henrique Capriles para eliminar a Hugo Chávez―, Donda declaró que de vivir en Venezuela lo hubiera votado a Chávez.
Donda no participó de la marcha de protesta contra el Gobierno el 8N pero cuestionó duramente a la presidenta por sus críticas a los ciudadanos que iban a la marcha. Le contestó a Cristina:

Me parece una falta de respeto (lo que dijo la presidenta) a la gente que pretende salir a manifestarse y decir que no le gusta este Gobierno que le miente con la inflación, que permite que los sigan contratando por dos mangos porque hay un 40 % de empleos no registrados porque el Gobierno en estos nueve años no se hizo cargo de esto, decir que no le gusta que este Gobierno haya votado una ley de ART (riesgo de trabajo) que lo perjudica, o que vote una ley antiterrorista solamente para reprimir a aquellos que salen a plantear otra cosa, que no les gusta la política de minería del Gobierno, que no me gusta la política agropecuaria que lleva este Gobierno porque lo que hace es fomentar un yuyo, como dijo la presidenta de la soja, y que no me gusta, hay muchos que no les gusta la corrupción de este Gobierno. Entonces, descalificar de esa forma, ellos, que cada vez que viajan al exterior gastan miles y miles de dólares, cuando escuchas a Cristina decir que no se puede salir a manifestar porque gastás mucha plata afuera, sinceramente hasta da bronca porque es una hipócrita.

Pero Donda sí participó, junto a otros dirigentes de partidos políticos argentinos y dirigentes sindicales, el 18 de abril, de la marcha opositora en protesta contra la reforma Judicial, propuesta por la presidenta Cristina Fernández de Kirchner, porque otorgaba poder absoluto al partido triunfante en las elecciones. En esa marcha criticó tanto al Gobierno de la ciudad como al Gobierno nacional, en particular dijo «Nosotros venimos porque estamos en contra de la corrupción, de la mentira y del rumbo que está tomando un modelo económico con el que no coincidimos».
En 2015 se volvió a presentar como candidata a Diputada de la alianza Progresistas, esa vez por la Ciudad Autónoma de Buenos Aires, siendo reelecta por tercer período consecutivo.
El 22 de noviembre de 2017 forzó el tratamiento del proyecto de Paridad de Género en las listas a candidatos, que no estaba en la agenda y fue aprobado. Anteriormente, junto a su colega Virginia Linares, promovió un proyecto para declarar el estado de emergencia en materia de violencia de género. En junio de 2018 fue una de las diputadas que votó a favor de la despenalización del aborto, proyecto que conseguiría media sanción pero luego sería rechazado en el Senado.

#### Somos (2019)
En 2018, rompe con Libres del Sur y forma su propio partido llamado Somos. En junio de 2019 se anuncia que Somos integrará el Frente de Todos en la Ciudad Autónoma de Buenos Aires. En las elecciones de ese año, Donda ocupa el cuarto lugar en la lista de candidatos a Diputado Nacional.

## Controversias
El 4 de enero de 2021, se hizo pública una conversación entre ella y su empleada doméstica, Arminda Banda Oxa, en la que Donda le ofrecía un cargo en el instituto que preside (INADI) o un plan social a cambio de que renunciara al trabajo en su casa.
Banda Oxa, mediante su abogado, presentó una denuncia por incumplimiento salarial el viernes 1 de enero del mismo año. Además, ambos alegaron que ella estuvo trabajando durante más de 10 años en negro (no registrado). El hecho captó la atención de todos los medios de comunicación y las redes sociales de la Argentina debido a que Donda era, desde hace ya mucho tiempo, funcionaria pública o activista política por los derechos humanos. De esta manera, muchos, tanto opositores al gobierno nacional como también personalidades que forman parte del mismo bloque político que ella, mostraron su malestar frente a este acto de "incoherencia". 
A partir de lo ocurrido, Donda decidió presentar un descargo mediante sus redes sociales, tratando de desmentir los hechos. Por otro lado, recibió el respaldo del oficialismo, que le permitió continuar en su cargo.

## Proyectos de ley presentados
Entre sus iniciativas legislativas más importantes se pueden citar los proyectos:
- Protocolo de actuación policial ante situaciones de violencia contra las mujeres: aplicación;
- Código penal: modificación de los artículos 80, 82 y 92, incorporando la figura del femicidio;
- Programa nacional de asistencia de las adicciones: creación en el ámbito del ministerio de salud de la nación;
- Estupefacientes (ley 23737): modificaciones sobre despenalización de la tenencia de drogas;
- Personas nacidas por medio de fertilización asistida;
- Acceso a la información referente a su identidad genética;
- Desaparición de personas;
- Protección genérica sobre los restos humanos en tumbas sin identificación por el término de 10 años, cuando la muerte se haya producido entre 1975 y 1983;
- Resarcimiento económico a los cesanteados por causas políticas o gremiales. régimen;
- Pensión inembargable a la vejez – ley 13478 y modificatorias: modificación del artículo 9, sobre pensión anticipada para integrantes de comunidades originarias;
- Policía democrática nacional. creación. derogación del decreto – ley 333/58;
- Prohibición de la megamineria contaminante: régimen;
- Creación de la empresa “Ferrocarriles Argentinos S.E.”

## Libros
- Mi nombre es Victoria (Editorial Sudamericana, 2009)

## Su historia, en cine y teatro
El documental Victoria, del cineasta Adrián Jaime, relata la historia de los padres de Victoria Donda mediante testimonios de quienes los conocieron.
La obra teatral Dos hermanas, escrita y dirigida por Daniel Ortiz, es una ficción basada en el caso de Donda que narra el descubrimiento de su identidad y se explaya en un hipotético encuentro con su hermana de sangre.